# Inaspettatamente (singolo)
Inaspettatamente è un singolo della cantautrice italiana Marina Rei, pubblicato nell'ottobre 2000 come primo estratto dall'omonimo album. Ha ottenuto un grande successo radiofonico.